# استان‌های ژاپن

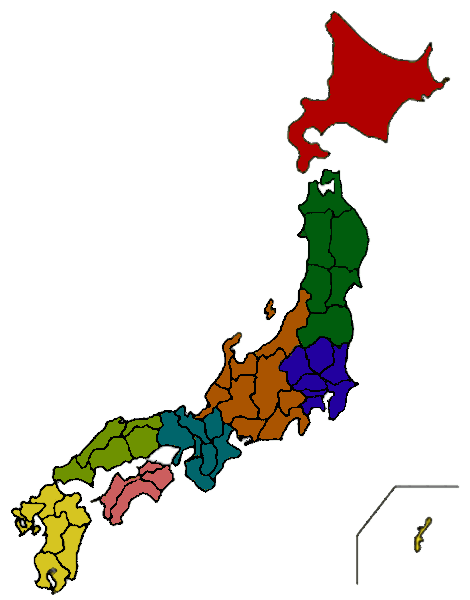
ناحیه‌های ژاپن

کشور ژاپن به چندین ناحیه و ۴۷ استان تقسیم شده‌است.

استان‌های ژاپن.

## استان‌ها در هر ناحیه
| هوکایدو ۱. هوکایدو توهوکو 1. آئوموری 2. ایوانه 3. میاگی 4. آکیتا 5. یاماگاتا 6. فوکوشیما کانتو 1. ایباراکی 2. توچیگی 3. گونما 4. سایتاما 5. چیبا 6. توکیو 7. کاناگاوا | چوبو 1. نییگاتا 2. تویاما 3. ایشیکاوا 4. فوکوئی 5. یاماناشی 6. ناگانو 7. گیفو 8. شیزوئوکا 9. آیچی کانسای 1. میه 2. شیگا 3. کیوتو 4. اوساکا 5. هیوگو 6. نارا 7. واکایاما | چوگوکو 1. توتوری 2. شیمانه 3. اوکایاما 4. هیروشیما 5. یاماگوچی شیکوکو 1. توکوشیما 2. کاگاوا 3. اهیمه 4. کوچی کیوشو 1. فوکوئوکا 2. ساگا 3. ناگاساکی 4. کوماموتو 5. اویتا 6. میازاکی 7. کاگوشیما اوکیناوا ۴۷. اوکیناوا |